# Carlos Vila Nova
Carlos Manuel Vila Nova (* 27. července 1959) je politik Svatého Tomáše a Princova ostrova, od října 2021 prezident Svatého Tomáše a Princova ostrova. Působil jako ministr veřejných prací a přírodních zdrojů, ministr infrastruktury, přírodních zdrojů a životního prostředí ve střídajících se vládách premiéra Patrice Trovoady.

## Život
Narodil se 27. července 1959 v Nevesu. V roce 1985 vystudoval telekomunikační inženýrství na univerzitě v alžírském Oranu. Poté se vrátil do rodné vlasti, kde se stal vedoucím počítačového oddělení vládního statistického ředitelství. V roce 1988 odešel ze státní správy a stal se vedoucím prodeje v hotelu Miramar, který byl tehdy jediným hotelem v zemi. V roce 1992 byl povýšen na ředitele tohoto hotelu. V roce 1997 se stal ředitelem hotelu Pousada Boa Vista a založil také vlastní cestovní kancelář Mistral Voyages. V cestovním ruchu působil až do svého vstupu do politiky v roce 2010.
Působil jako ministr veřejných prací a přírodních zdrojů v kabinetu Patrice Trovoady v letech 2010 až 2012, kdy vláda ztratila většinu. Tu kabinet získal až v roce 2014 a Nova byl následně jmenován ministrem infrastruktury, přírodních zdrojů a životního prostředí. V roce 2018 byl zvolen do Národního shromáždění a nominován jako kandidát pro prezidentské volby v roce 2021.
Dne 6. září 2021 se uskutečnily volby, ve kterých zvítězil. Následně byl jmenován do funkce prezidenta.

## Ocenění a vyznamenání
- Kapverdy:
  - Řád Amílcara Cabrala 1. třídy – 2023
- Rovníková Guinea:
  - Velkostuha Řádu nezávislosti – 2024
- Portugalsko:
  - Velkostuha Řádu prince Jindřicha – 2022